# Parthenicus aridus
Parthenicus aridus är en insektsart som beskrevs av Knight 1918. Parthenicus aridus ingår i släktet Parthenicus och familjen ängsskinnbaggar. Inga underarter finns listade i Catalogue of Life.